# Plestia Alaqad
Plestia Alaqad (en árabe: بلستيا العقاد‎; Jan Yunis, 10 de diciembre de 2001) es una periodista ciudadana palestina, actualmente residente en Australia.

## Presencia en línea
Antes de la guerra de Gaza, las publicaciones que Alaqad mostraba consistían principalmente en contenido de viajes a lugares como Chipre y Turquía. Alaqad ganó reconocimiento en línea después de que comenzase a publicar en Instagram videoblogs que documentan la vida en Gaza durante el conflicto de 2023. Hasta el 3 de noviembre, Alaqad había acumulado 2,1 millones de seguidores en Instagram; el 22 de noviembre tenía casi 4 millones. Los vídeos de Alaqad han sido compartidos por ABC, BBC, Business Today, The Independent, The New York Times, PBS NewsHour, y The Washington Post. También fue entrevistada por en el Breakfast Show de GB News sobre las condiciones en Gaza.
En sus vídeos, ha expresado que, a la luz de la guerra, comprende las emociones de su difunto abuelo en torno a las experiencias que él vivió en la Nakba, la expulsión masiva de palestinos durante la guerra árabe-israelí de 1948.
El 22 de noviembre de 2023, salió de Gaza hacia Egipto a través del cruce fronterizo de Rafah. En un vídeo, explicó que aunque la elección fue difícil, temía que sus reportajes pusieran a su familia en peligro.
En diciembre de 2024, fue incluida en la lista de 100 mujeres de la BBC.